# ويكيباد

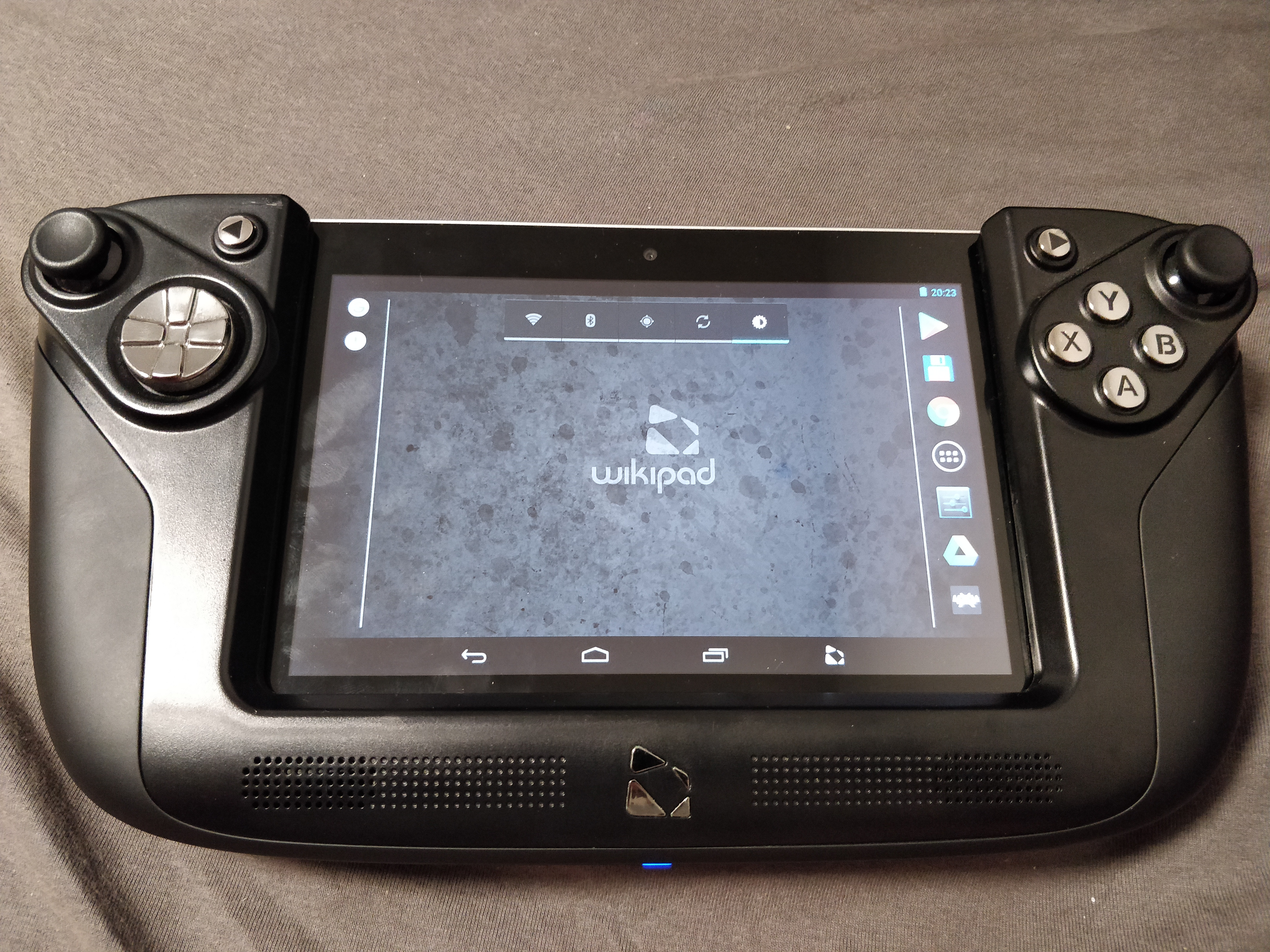

صدر في الأسواق جهاز الألعاب الجديد ويكيباد الذي يعد الخيار الأمثل والأحدث في العالم الرقمي لمحبي الألعاب.
يتميز Wikipad بسهولة حمله وقد تم تصميمه بالتعاون مع شركة «نيفيديا» ويعتمد على نظام أندرويد «جيلي بين 4.1» الذي بني خصيصاً لتشغيل ألعاب الفيديو، وفقاً لموقع techeblog.
يمتلك شاشة HD بحجم 7 بوصة، ومعالج مركزي Tegra 3 رباعي النواة من شركة «نيفيديا»، وكاميرا أمامية بدقة 2 ميغا بيكسل، بالإضافة لمساحة داخلية بحجم 16 غيغابايت، جنباً إلى جنب مع وجود مخرج لإضافة بطاقة ذاكرة صغيرة، وصوتيات عالية الوضوح.
وأكثر ما يميز الجهاز وجود أزرار وعصا أنالوج شبيهة للغاية بيد تحكم أجهزة البلاي ستيشن وهو ما يوفر للمستخدمين راحة كبيرة عند تجربة الألعاب المختلفة.
وقد تم إطلاق جهاز Wikipad في الأسواق مقابل 499 دولاراً (1800 ريال سعودي).